# 244-й окремий батальйон територіальної оборони (Оболонський р-н)
244-й окремий батальйон територіальної оборони (в/ч А4347) — кадроване формування у складі Сил територіальної оборони України, створене навесні 2022 року з добровольців Оболонського району міста Київ. Батальйон перебуває у складі 112-ої окремої бригади територіальної оборони.

## Історія
Бойовий шлях батальйону почався на Оболоні, м. Київ 
244 окремий батальйон 112 окремої бригади ТрО сформовано 24 березня 2022 року. Переважна більшість військовослужбовців - жителі Оболоні. Те, що в батальйоні служать люди, які знають один одного, мають спільних друзів, колег і знайомих, також сприяє взаємодопомозі, яка так потрібна в цей складний час. 
Батальйон має славну історію. Саме добровольці, які нині служать в 244 батальйоні, в лютому-березні 2022 року, утримували оборонну лінію між Оболонню та Пущею-Водицею. Уже в червні-липні 2022 року перша зведена рота батальйону вела оборонні бої в Сєвєродонецькому районі Луганської області. Друга зведена рота захищала Лисичанськ і понад чотири місяці боронила Бахмут. 244 батальйон у повному складі взяв участь у харківському наступі, звільнив місто Вовчанськ,  вийшов на державний кордон України і понад три місяці відбивав спроби загарбників знову окупувати Харківщину. 
Весну 2023 року батальйон зустрів на Донеччині. Три місяці й 10 днів батальйон виконував бойове завдання на лиманському напрямкові - одному з найскладніших на всій лінії фронту. Бійці не віддали ворогу жодного метра нашої землі. Це стало можливим тільки завдяки належній бойовій  підготовці та високій мотивації. На жаль, війна неможлива без втрат. Батальйон шанує імена героїв, які віддали життя за свободу України.

## Структура
- управління
- 1 стрілецька рота
- 2 стрілецька рота
- Механізована рота
- Рота вогневої підтримки - (РВП)
- ВБПАК
- Взвод МТЗ
- Взвод розвідки
- медичний пункт
- РЕР, інші підрозділи

## Командування
- (березень 2022—вересень 2023) полковник Косенко Владислав Васильович [1]
- майор Мартиненко Максим Володимирович